# Uddby kvarn

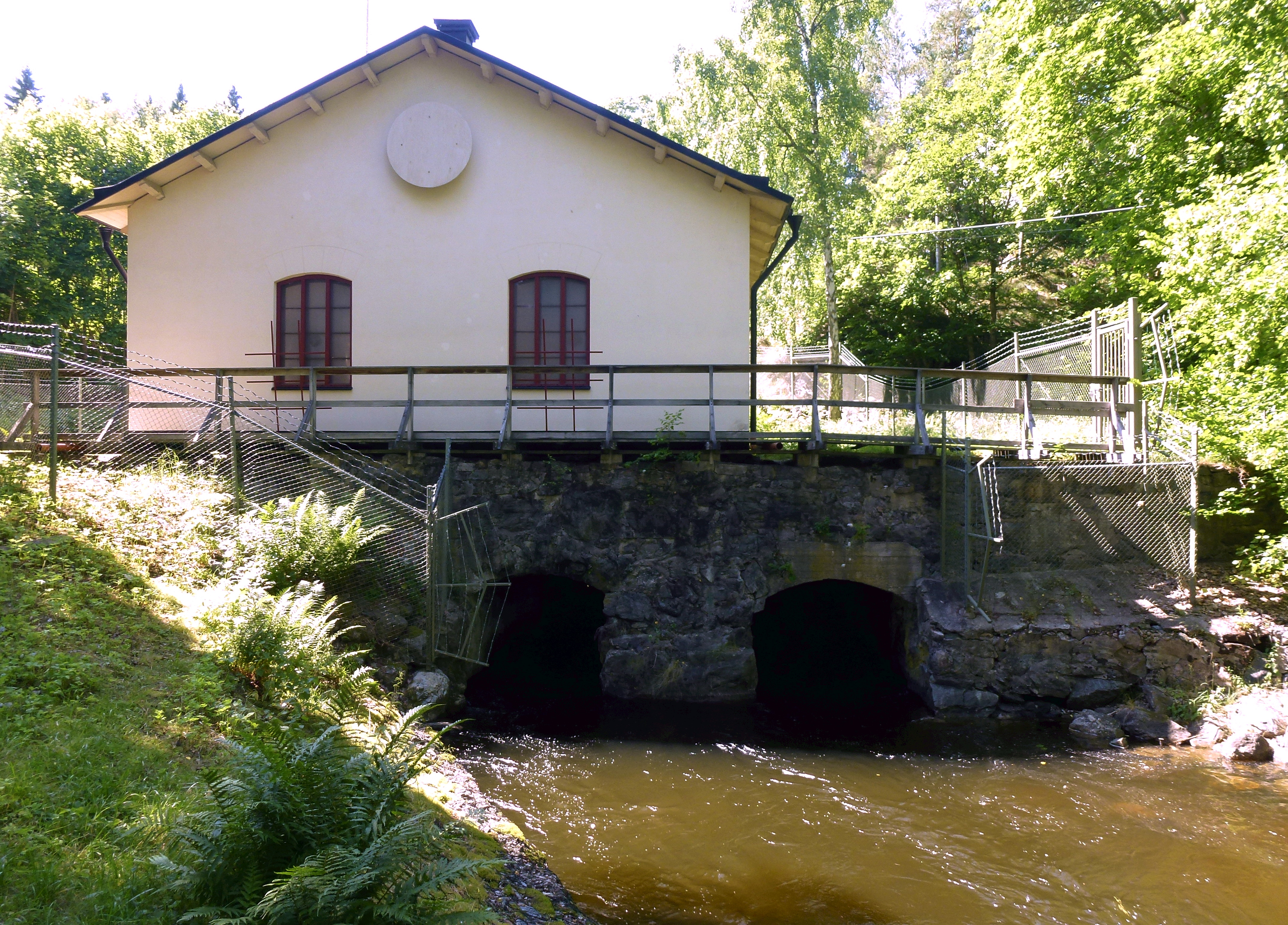
Uddby kraftstation i juli 2013.

Uddby kvarn med Uddby kraftstation ligger vid Albysjöns utlopp till Uddbyviken inom Tyresö kommun, Stockholms län. På platsen låg en mjölkvarn som omnämns redan år 1409. Mellan 1621 och 1750 fanns vid Uddby kvarn Sveriges första pappersbruk för finpapper. Idag står här ett litet vattenkraftverk som uppfördes 1898 och som fortfarande levererar elektricitet. Uddby kraftstation var det första elektriska vattenkraftverket i Stockholmsområdet och är numera det enda kvarvarande i sitt slag i Stockholms län. Idag syns inom ett område av cirka 100×50–80 meter en mängd stengrunder efter alla de industrianläggningar som fanns här tidigare.

## Historik

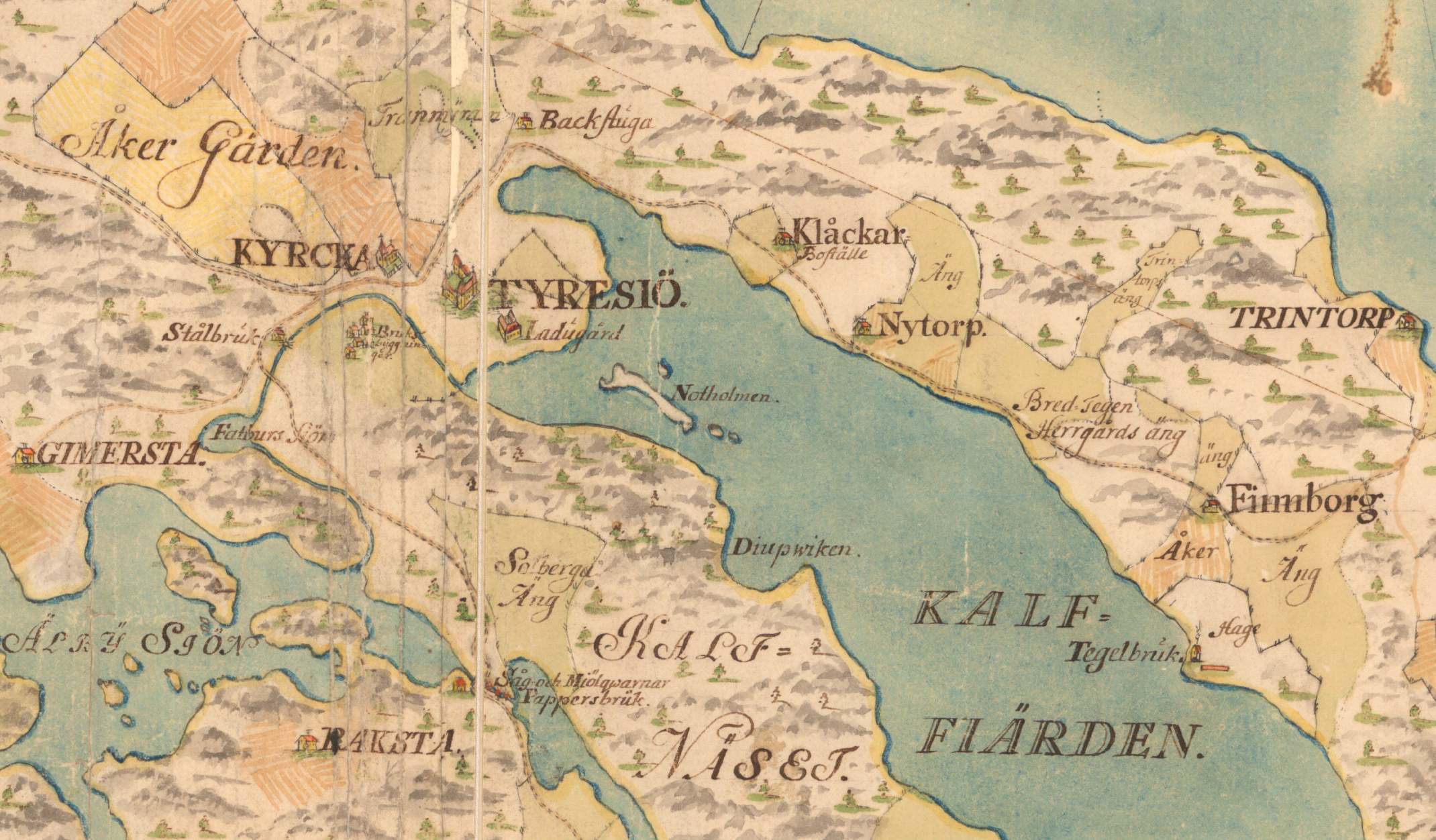
År 1748 markeras området med ”Såg”, ”Pappersbruk” och ”Mjölqvarn”.

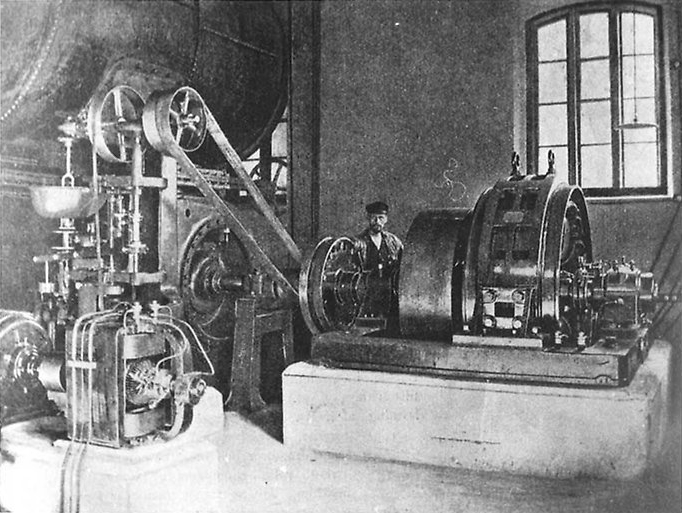
Uddby kraftstation, generatorn, ca 1900.

### Pappersbruk
Redan på medeltiden fanns en mjölkvarn vid Uddbyfallet för att utnyttja dess vattenkraft. Därefter har kvarnen följts av Sveriges första finpappersbruk, som år 1621 anlades på initiativ av Gabriel Gustafsson Oxenstierna, samtidigt byggherre för Tyresö slott. På pappersbruket tillverkades  skrivpapper, omslagspapper till artilleriets krutladdningar samt papper till Europas första sedlar, de var försedda med en särskild vattenstämpel: ”BANCO”. Papperstillverkningen flyttade 1750 till Wättingeströmmen i andra änden av Albysjön, där själva bruket kom att kallas Nyfors.

### Kvarnverksamhet
På platsen fanns även en sågkvarn och en mjölkvarn. På en karta från 1748 markeras området med ”Såg”, ”Pappersbruk” och ”Mjölqvarn”. Pappersbruket lades ner i början av 1750-talet men mjölkvarnen moderniserades och byggdes kontinuerlig ut och under 1800-talet blev det  en stor kvarnanläggning ägd av grosshandlaren Carl Bengtson (1848-1902) vilken senare skulle bli den drivande kraften bakom anläggandet av Saltsjökvarn i Stockholm. Då rörde det sig om en ångkvarn i fem våningar med flera tillhörande  byggnader som magasin, silos, smedja och bostäder. Läget vid Östersjön gav goda transportmöjligheter och på vintern kunde man fara över Albysjöns is med slädar. Säden kunde komma ända ifrån Estland och Ryssland. Dagen före midsommarafton 1895 brann hela anläggningen ner till grunden. Idag syns gråstensgrunder, terrasseringar och stensatta vattenrännor i terrängen samt rester av en hamnanläggning i Uddbyviken.

### Vattenkraftverk
År 1897 förvärvades tomten och rätten till vattenkraften av Luth & Roséns Elektriska, som 1898 lät bygga det första elektriska vattenkraftverket i Stockholmsområdet. Strömmen var inte avsedd för Tyresö utan en 20 kilometer lång elledning drogs till Rosenlundsgatan på Södermalm för att förse företagets nya verkstäder med elektricitet.
Huvuddelen av vattenmängden från Albysjön leds via en trätrumma direkt till turbinhuset som är beläget nere vid Uddbyviken. Fallhöjden är 14 meter. Turbinhuset har kvar sitt ursprungliga utseende med putsade tegelväggar och plåtklätt sadeltak. Till kraftverket hörde även ett tvåvånings bostadshus som revs i början av 1980-talet samtidigt med att anläggningen renoverades. Idag ägs Uddby kraftstation av Vattenfall Småskalig Kraft AB. Kraftverket ger en normal årsproduktion på 1,13 GWh vilket räcker till cirka 500 eluppvärmda villor.

## Bilder

### Industriruinen

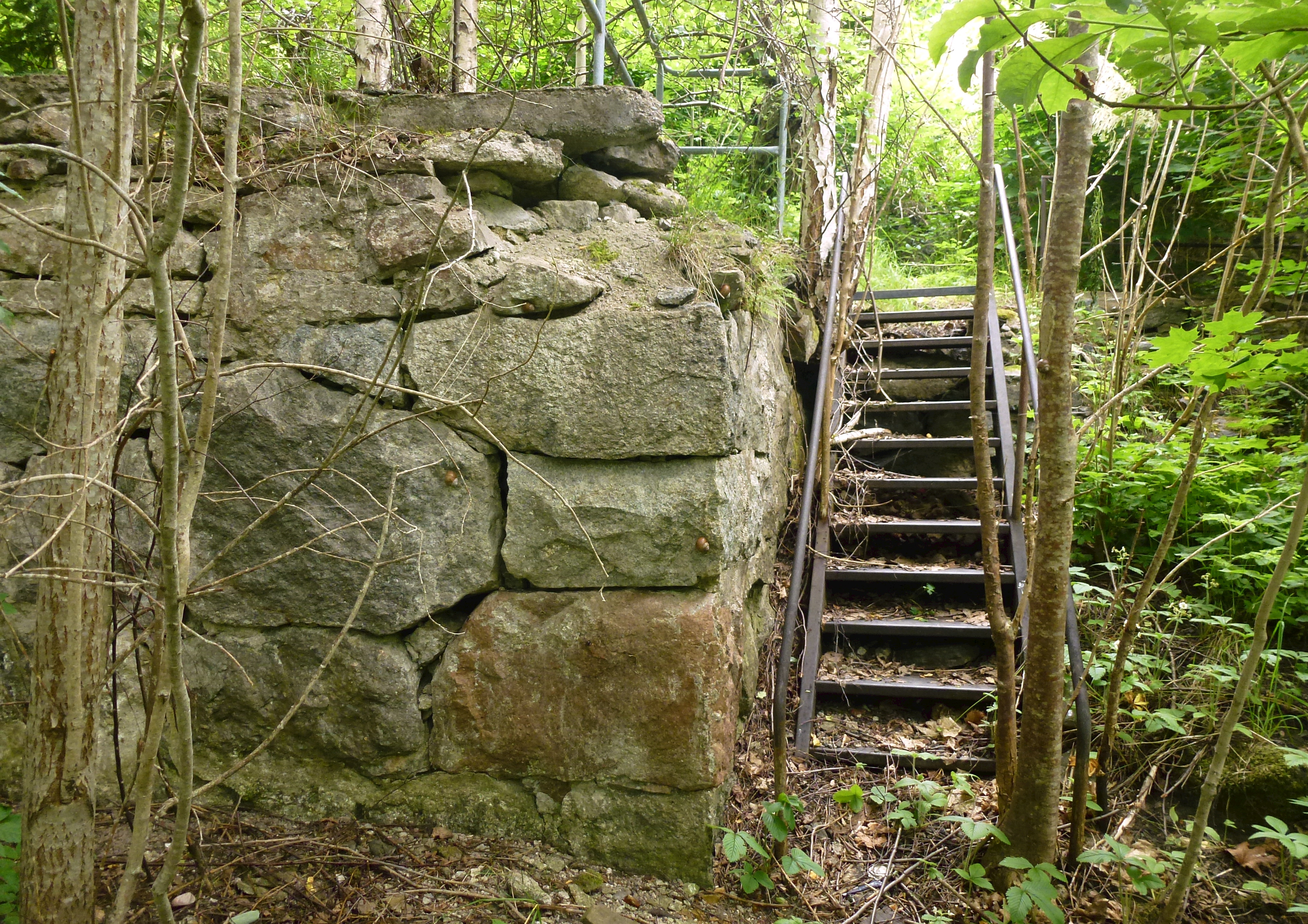
Fundament med ståltrappa
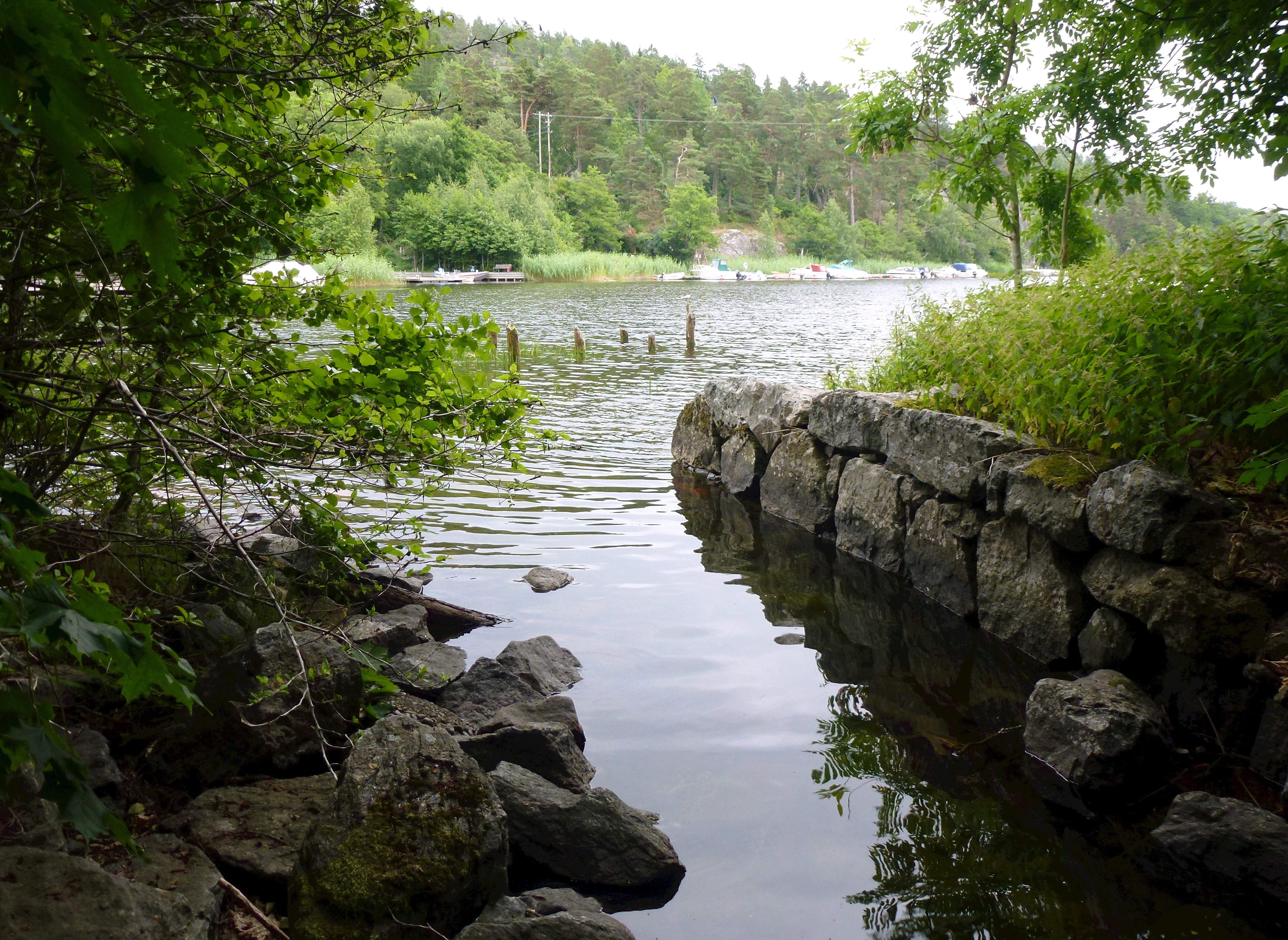
Vattenränna vid Uddbyviken
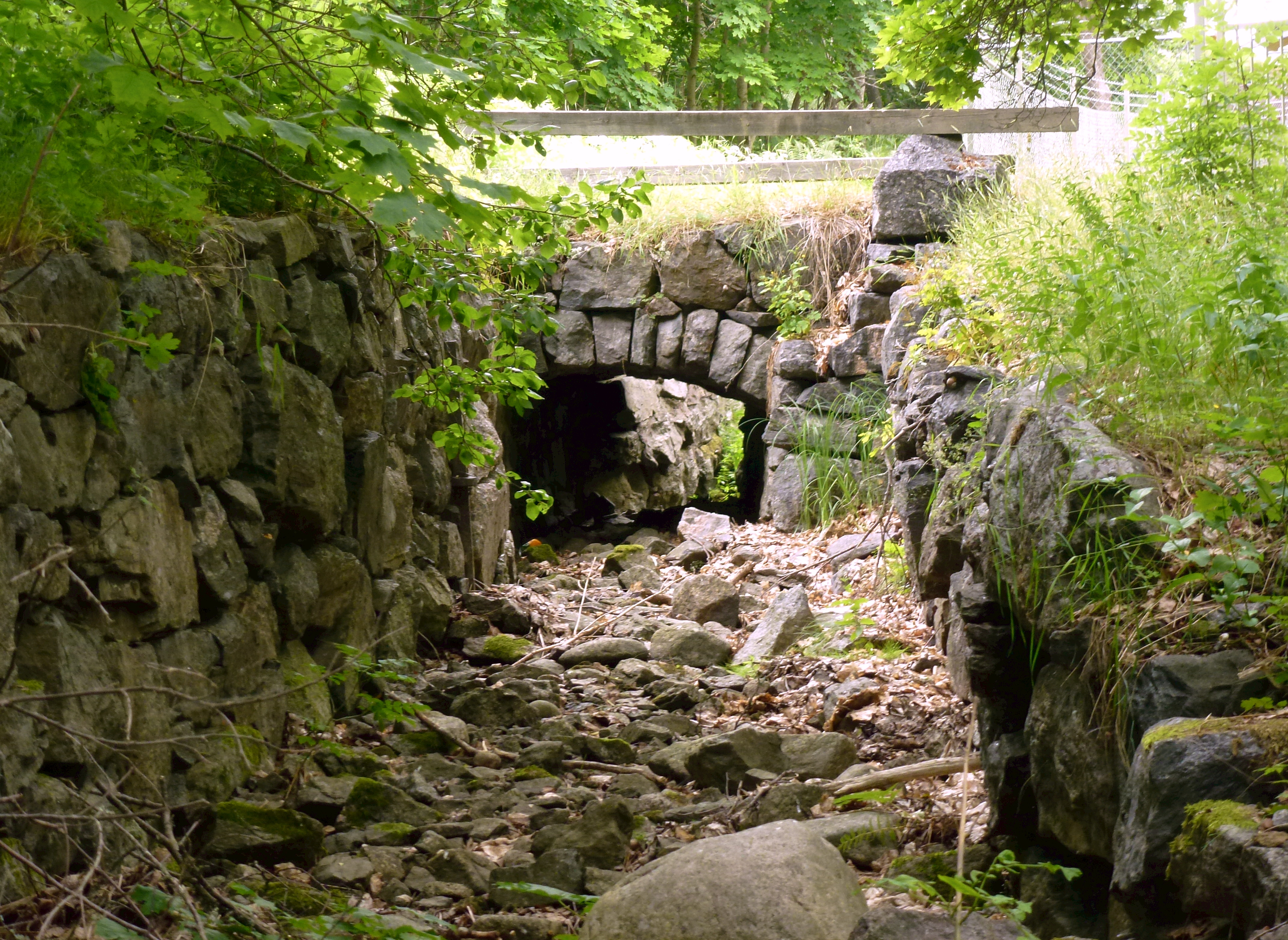
Övergiven vattenränna
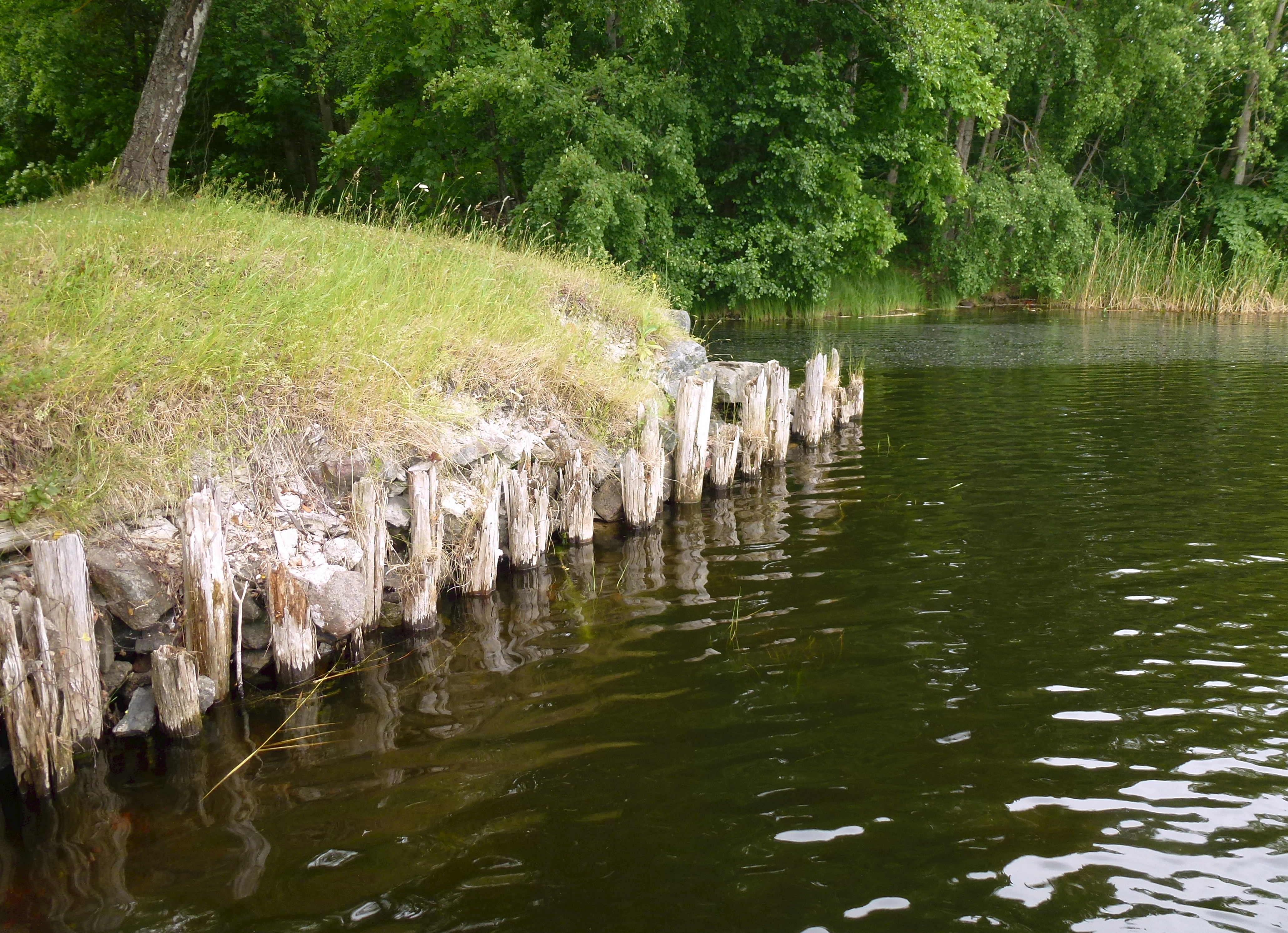
Rester efter hamnanläggning

### Kraftverket

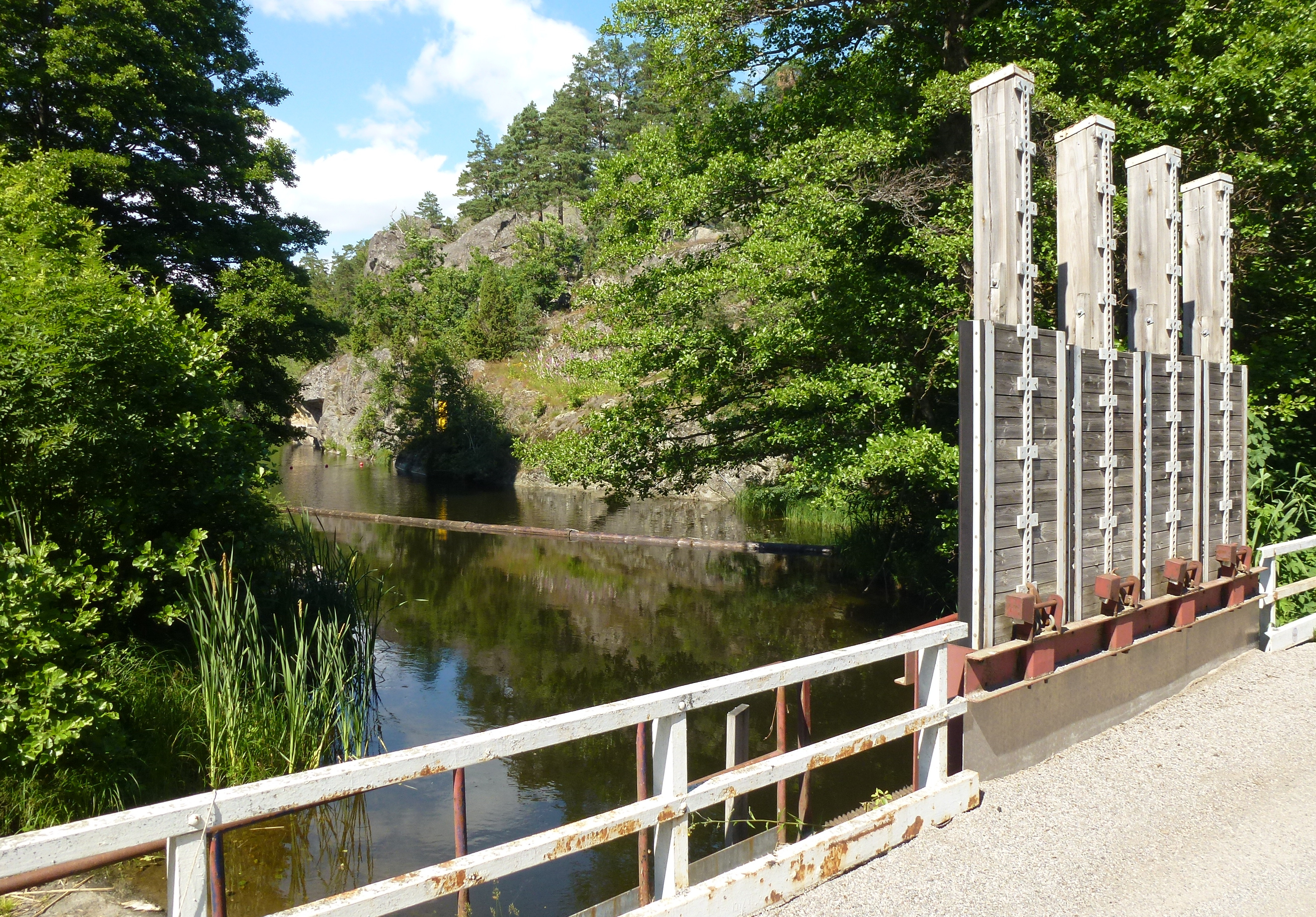
Dammluckorna vid Albysjöns utlopp
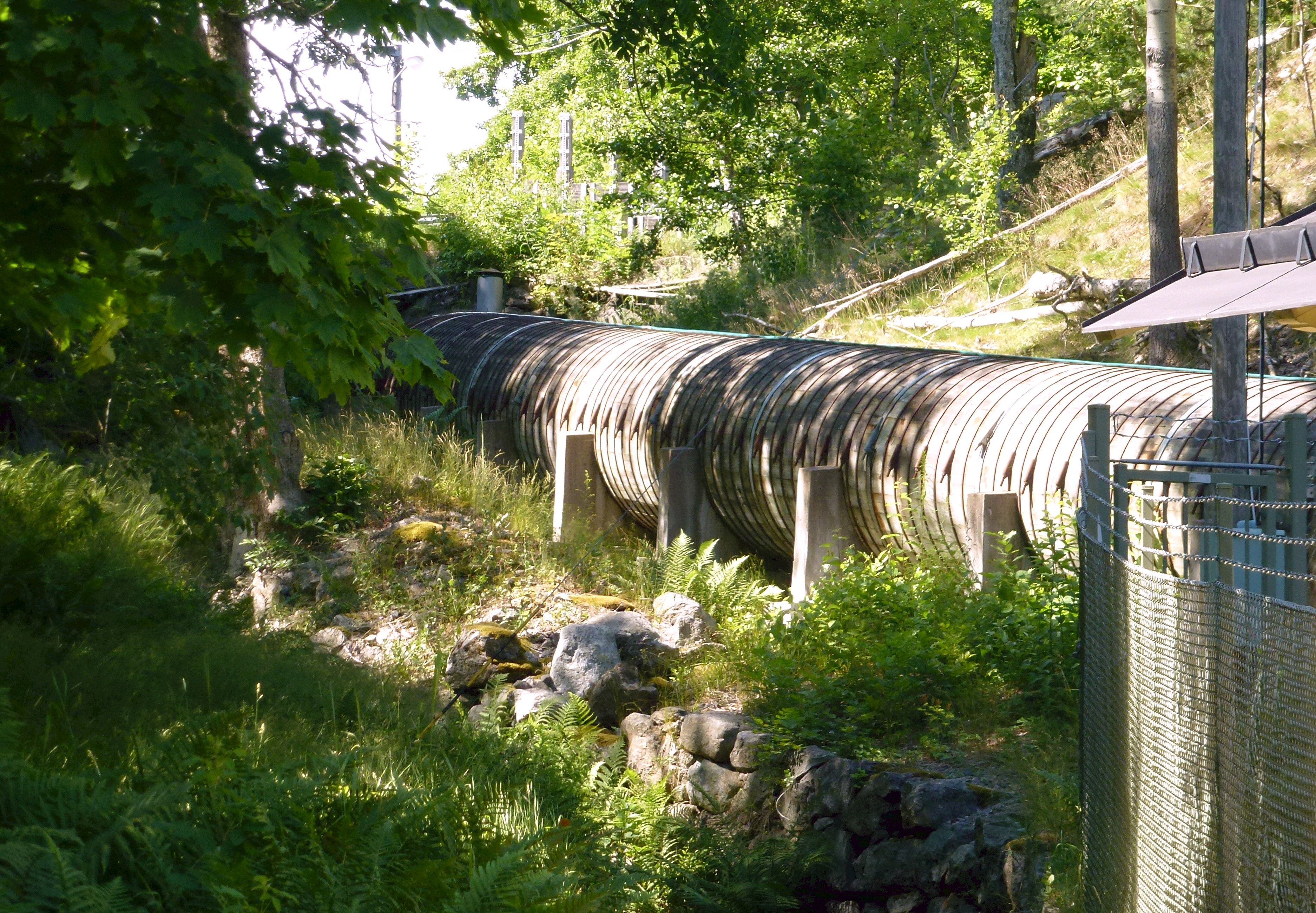
Vattentuben till turbinhuset
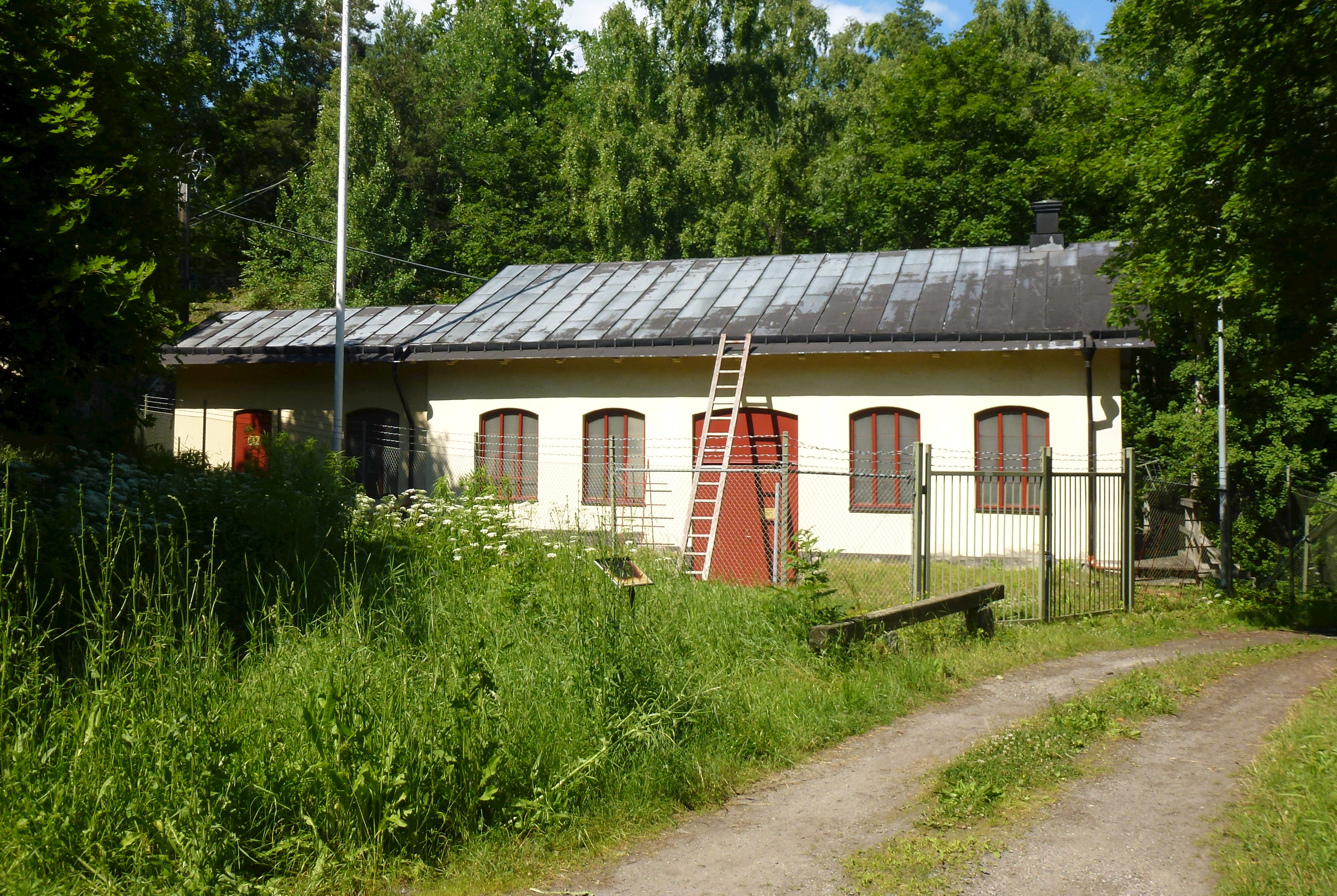
Uddby kraftstation, turbinhuset
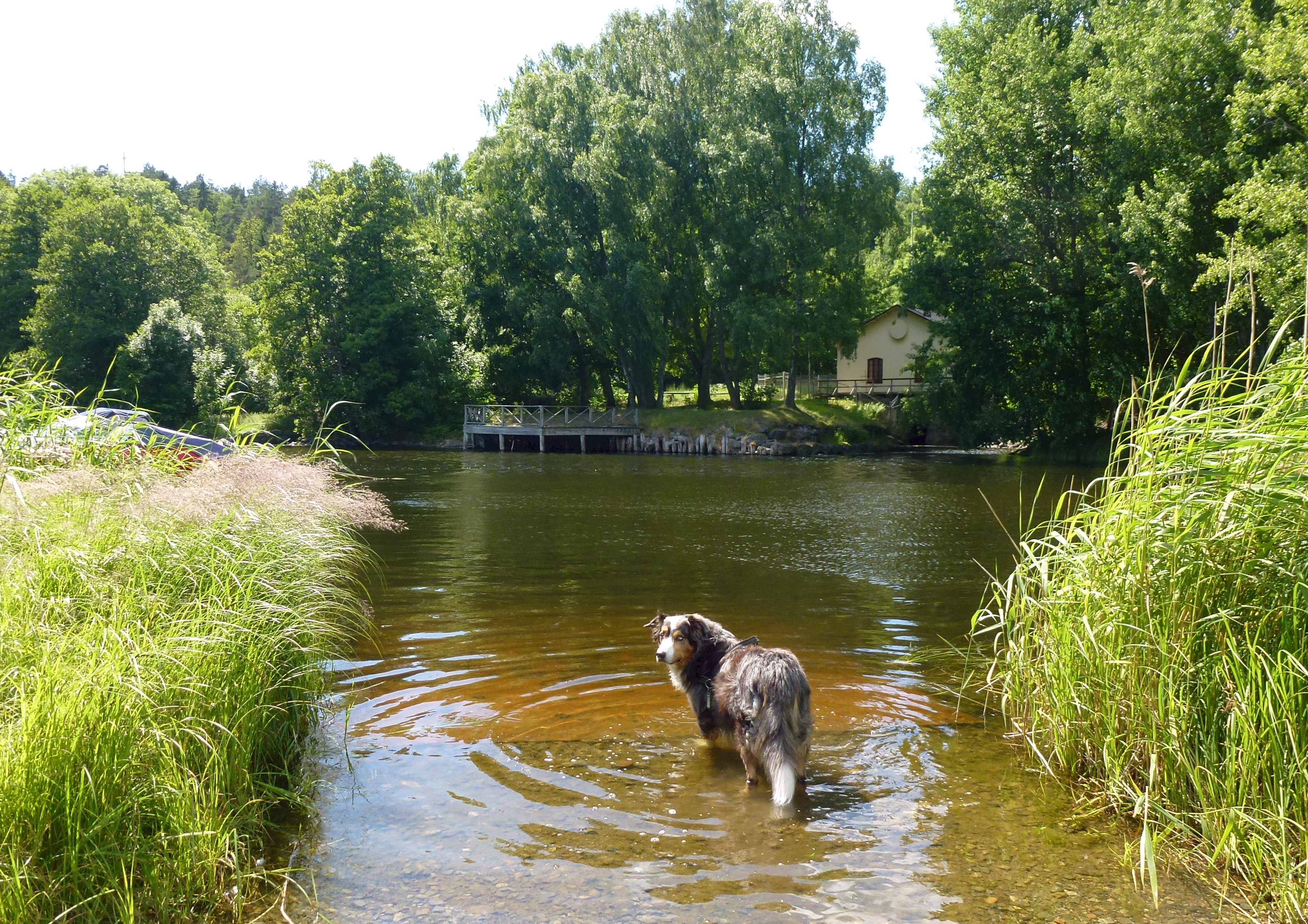
Uddbyviken med turbinhuset i bakgrunden